# Clidemia almedae
Clidemia almedae là một loài thực vật có hoa trong họ Mua. Loài này được Kriebel mô tả khoa học đầu tiên năm 2006.